# سابرينا موكينهوبت
سابرينا موكينهوبت (بالألمانية: Sabrina Mockenhaupt)‏ (من مواليد 6 ديسمبر 1980 - مدينة زيغن الألمانية) عداءة مسافات طويلة ومتخصصة في سباقات المضمار والماراثون. فازت مرتين في ماراثون كولونيا وفازت أيضا في ماراثون فرانكفورت ونصف ماراثون برلين. مثلت ألمانيا في دورة الألعاب الاولمبية الصيفية لعام 2004، 2008 ودورة الألعاب الاولمبية الصيفية عام 2012، وحصلت على الميدالية البرونزية في سباق 3000 متر في بطولة كأس الامم الأوروبية 2005 داخل القاعات. أفضل رقم شخصي لها هو (02:26:21)، وقد حققته في ماراثون برلين عام 2010.

## روابط خارجية
- سابرينا موكينهوبت على موقع الاتحاد الدولي لألعاب القوى (الإنجليزية)
- سابرينا موكينهوبت على موقع الاتحاد الأوروبي لألعاب القوى (الإنجليزية)
- سابرينا موكينهوبت على موقع أوليمبيديا (الإنجليزية)
- سابرينا موكينهوبت على موقع اللجنة الأولمبية الألمانية (الألمانية)